# كاماسوترا

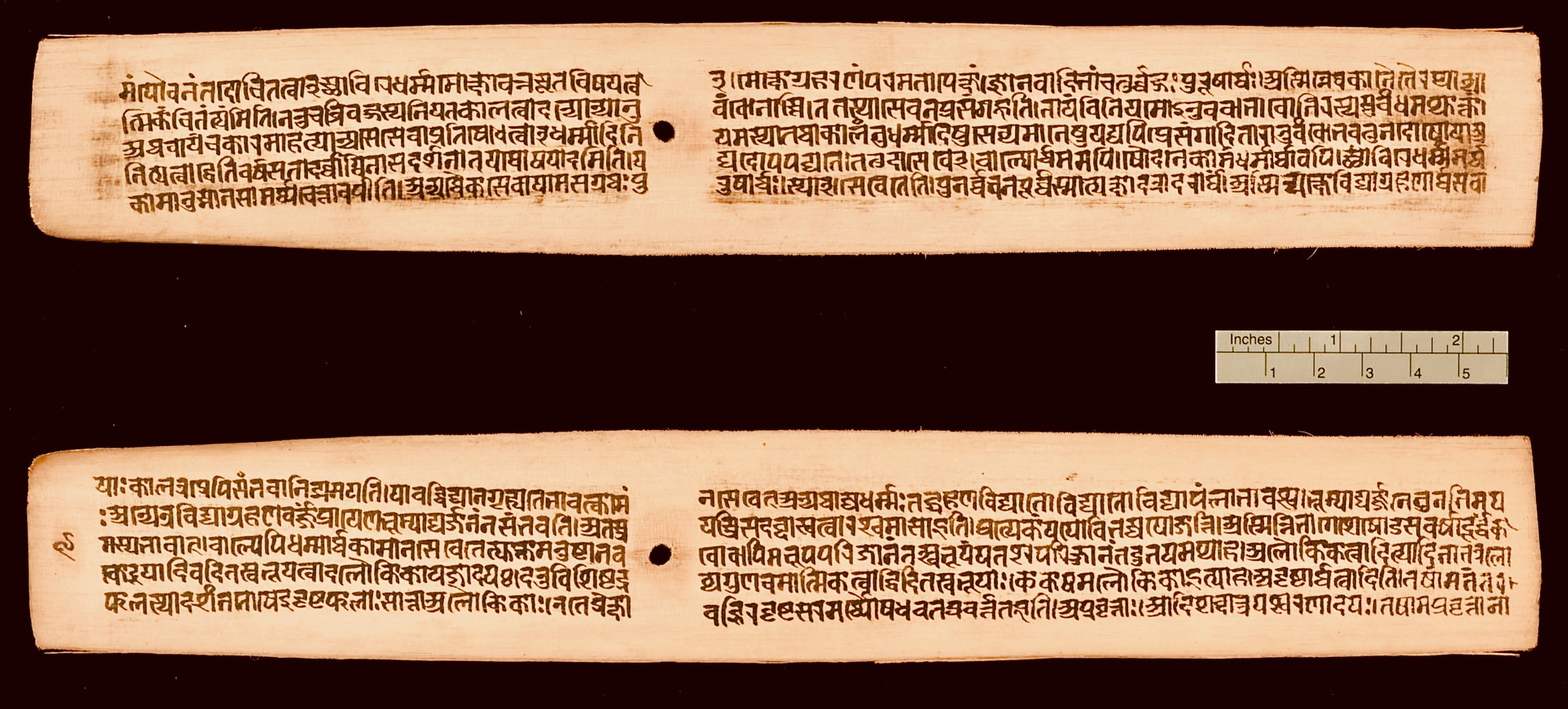
ورقتان من مخطوطة جريد النخيل لنص كَمَسُترة بالسنسكريتية

الكَمَسُترة أو (نقحرة: كاماسوترا أو الكاماسوترام) (بالإنجليزية: Kamasutram)، ويعرف أيضا باسم كاما سوترا Kama Sutra، هو نص هندي قديم يتناول السلوك الجنسي لدى الإنسان. يعتبر على نحو واسع عمل قياسي للحب في الأدب السنسكريتي. وضع النص الفيلسوف الهندي فاتسيايانا فاتسيايانا، كخلاصة قصيرة للكثير من مؤلفات سابقة قديمة مختلفة تعود إلى تقليد يعرف باسم كاما شاسترا Kama Shastra، وهو يعني علم الحب، كلمة كاما Kama تعني الرغبة، بينما كلمة سوترا فتدلل على سلسلة من الحِكَمِ. مصطلح سوترا كان تعبير تقنيا قياسيا. هنالك اعتقاد شعبي قديم بأن الفيلسوف فاتسيايانا كان أعزبا، ويعتقد أيضا بأنه عاش في وقت ما بين القرنين الأول إلى القرن السادس، في فترة الازدهار الثقافية العظيمة في العصر الغوبتي إمبراطورية جوبتا.

## الأساطير عن فترة ماقبل كتابة الكَمَسُترة

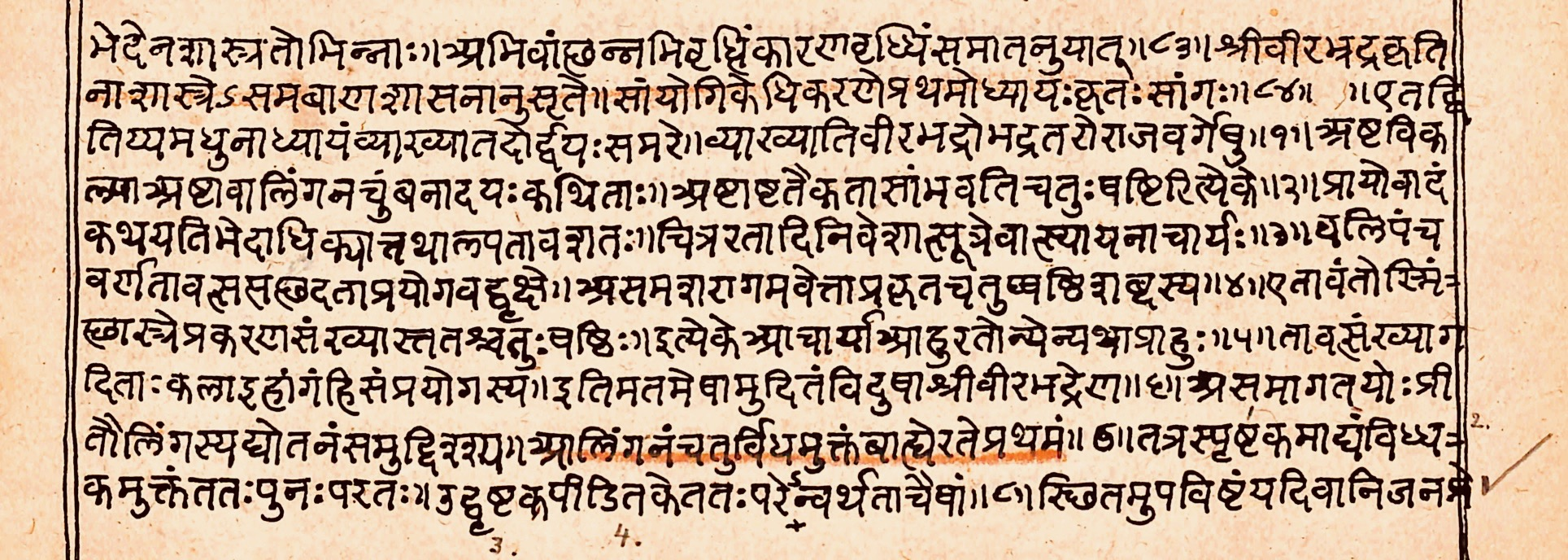
صفحة من مخطوطة كَمَسُترة محفوظة في خزائن معبد راغوناتا الهندوسي في جامو وكشمير

- تذكر الأساطير أن أول نص لتقليد الكاماشاسترا كان يحوي الكثير من المعلومات، كما تذكر هذه الأساطير أن كاتب هذا النص هو ناندي، الثور المقدس، وحارس باب الإله شيفا. هذا الثور الذي أصبح مقدسا بسبب سماعه أصوات شيفا وزوجته پارفاتي أثناء ممارسة الحب.
- في فترة القرن الثامن قبل الميلاد، قام شفيتاكيتو، ابن أودلاكا، بوضع ملخص لنص ناندي، إلا أن هذا الملخص بقي ضخم الحجم.
- أحد الحكماء ويدعى بابهرفيا، وبالتعاون مع تلامذته، قام بتلخيص ملخص شفيتاكيتو. ومع ذلك بقي حجم هذا الملخص مقاربا لحجم موسوعة ضخمة.
- بين القرنين الثالث والأول قبل الميلاد، قام بعض الكتبة بنشر أجزاء مختلفة من عمل بابهرفيا، يذكر منهم: تشارايانا، غوتاكموكا، غونارديا، غونيكابوترا، سوفارنانابها وداتاكا.
- ياشودهارا، في تعليقه على الكَمَسُترة، يعيد أصل العلوم الجنسية إلى مالاناغا، أحد أنبياء طائفة الآسورا الهندوسية، مما يعني أن نشأتها تعود إلى عهود سحيقة. ومن ثم وجدا ناندي ونسخها للإنسان. ومن الجدير بالذكر أن الكَمَسُترة تدعى بالعشق الإلهي حيث أن هذا الكتاب يقدم نموذجا من الأوضاع الجنسية التي كانت تقدمها البغايا في المعابد الهندوسية حيث كان الجنس يعد من ضمن الطقوس التي تقوم عليها العبادة في ذلك الوقت.

## زمن الكَمَسُترة وخلفيته
قد يكون أن فاتسيايانا عاش في القرن الرابع بعد الميلاد، حين الازدهار الثقافي المعروف بعصر الگوپتا. فرأها ميهيرا في عمله برهاد سامهيتا (حوالي القرن السادس بعد الميلاد) يقول أنه تأثر بالكَمَسُترة، وذكر الملك شاتاكارني شاتافاهانا للكَمَسُترة الذي عاش في القرن الأول قبل الميلاد يعطي فكرة عن الفترة الذي كتب الكتاب فيها.
فاتسيايانا يقول أن شتى أهم الأعمال الكاماشاسترية صارت صعبة لوصول إليها، ولذلك جمع معلومات وتلخيصهم في الكَمَسُترة.

## وَ أيضا
- الروض العاطر في نزهة الخاطر
- مراحل العملية الجنسية
- أوضاع جنسية

## روابط خارجية
- كاماسوترا على موقع الموسوعة البريطانية (الإنجليزية)